# 天童南站
天童南站（日语：／ Tendōminami eki */?）位于山形县天童市大字北目，是东日本旅客铁道（JR東日本）管辖的鐵路車站。本区间奥羽本线爱称为山形线。

## 历史
- 2013年10月4日 - JR东日本仙台支社与天童市签署新设站协议[5]。
- 2014年
  - 3月12日 - 国土交通省东北运输局正式批复设站[2]。
  - 3月19日 - 确定站名为“天童南站”[6]。
  - 8月29日 - 项目开工[7]。
- 2015年3月14日 - 车站投入运营[4]。

## 车站结构
侧式站台1台1线的地面车站。建有简易站房。
山形站管理的无人站。

## 相邻车站
東日本旅客铁道（JR東日本）
■奥羽本线
■普通
高擶－天童南－天童